# 하이 아이슬란드어

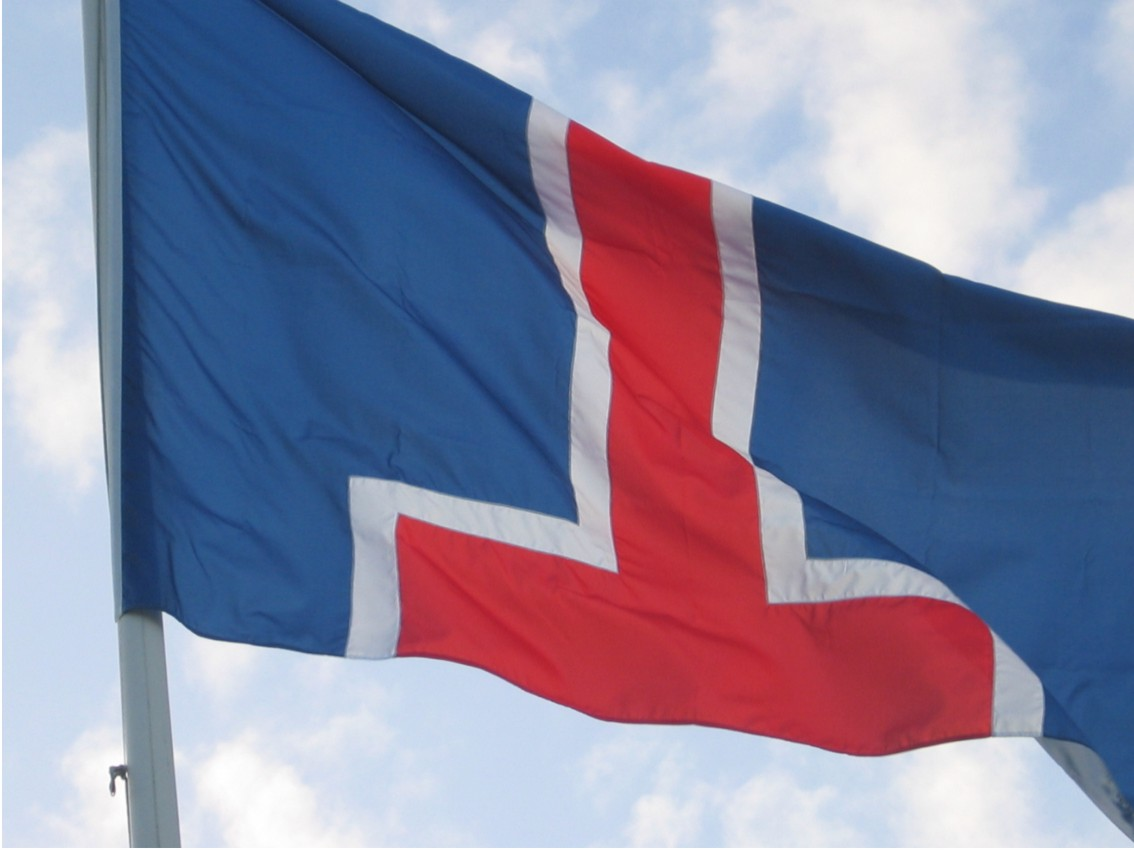
하이 아이슬란드어의 상징물인 토르스프론베(Þórsfrónvé)

하이 아이슬란드어(High Icelandic, 아이슬란드어: Háíslenska)는 벨기에 사람인 요제프 브랙만스(Jozef Braekmans)와 "새로운 단어를 사용하는 시인들"(nýyrðaskáld)로 불리는 언어 순수주의학자들의 소규모 움직임으로부터 시작된 현대 아이슬란드어의 구조화된 순수주의적 형식을 일컫는다. 하이 아이슬란드어는 아이슬란드어를 최대한 원래의 순수한 형식으로 유지하고자 하는데, 이 운동의 중심에 하이 아이슬란드어 센터(High Icelandic Language Centre)가 있으며, 이 센터의 회장은 "새로운 단어를 지향하는 시인들의 대장"(allsherjarnýyrðaskáld)이라고도 불리며, 지금의 회장은 아이슬란드 사람인 Pétur Þorsteinsson이다. 아이슬란드의 언론매체등을 통해 다루어진 적은 있으나, 아직 흥미본위로 다루어지고 있는 정도이며, 실제로 이 운동을 주도하고 있는 요제프 브랙만스의 홈페이지를 살펴보면 상당히 진지한 듯하면서도 유머러스한 분위기를 엿볼 수 있다.

## 이름의 기원
하이 아이슬란드어라는 단어는 새 노르웨이어(New Norwegian)의 보수적인 버전을 뜻하는 하이 노르웨이어를 지칭하는 Høgnorsk에서 비롯되었다. Frónska는 아이슬란드어를 시적으로 지칭하는 이름으로서 Prose Edda에서 언급된 아이슬란드어의 시적 이름에서 나온 단어이다.

## 극단적인 언어 순수주의
하이 아이슬란드어는 라틴어, 영어 및 특히 덴마크어에서 차용한 단어를 제외하는 극단적인 언어 순수주의를 특징으로 한다. 그러나 덴마크어와 아이슬란드어는 동계어이기 때문에 어느 수준까지 어떻게 배제할 것인가 하는 점에서 논란이 있다. 차용어 배제는 외국어의 고유명사도 예외가 아니어서 한국의 국명은 조선(朝鮮)이란 한자의 뜻을 풀어(고요한 아침의 나라)Árróarland라고 번역한다.